# Municipio de Loreto (Baja California Sur)
El Municipio de Loreto se ubica en la parte central del estado mexicano de Baja California Sur. Su cabecera municipal es la ciudad de Loreto.

## Localización
Está localizado geográficamente dentro de los 26°33'11" N y 25°12'15" latitud norte y 111°46'22’ W y 110°55'15’ longitud oeste, del meridiano de Greenwich. El municipio tiene una extensión de 4,878 km², incluido el territorio de cinco islas que le pertenecen, su litoral es de 223 km.
Según el conteo del INEGI en 1995 había una población municipal de 9,986 habitantes y la cabecera de 8,299.
En el censo del año 2000, el municipio tenía una población de 11,812 habitantes. El conteo de 2005, reportó 11,839 habitantes, residiendo en la cabecera municipal cerca del 87% de la población.

## Localidades principales
| Código INEGI      | Localidad         | Población (2020) |
| ----------------- | ----------------- | ---------------- |
| 030090001         | Loreto            | 16 311           |
| 030090161         | Ligüí             | 248              |
| 030090156         | Ensenada Blanca   | 227              |
| Otras localidades | Otras localidades | 1 266            |
| Total municipal   | Total municipal   | 18 052           |

## Islas del municipio
El municipio cuenta con 4 playas, siendo la de mayor extensión la Isla del Carmen y la de menor la Isla Danzante.
- Isla del Carmen
- Isla Montserrat
- Isla Danzante
- Isla Santa Catalina